# Валківська сільська рада (Полтавський район)
Валківська сільська рада — колишній орган місцевого самоврядування у Полтавському районі Полтавської області з центром у селі Валок.

## Населені пункти
Сільраді були підпорядковані населені пункти:
- c. Валок
- с. Каплунівка
- с. Лозівка
- с. Очканівка